# Yokosuka P1Y
El Yokosuka P1Y Ginga (銀河 Galaxia?), nombre en clave aliado: "Frances", fue un bombardero medio desarrollado por la Armada Imperial Japonesa durante la Segunda Guerra Mundial como el sucesor del Mitsubishi G4M.

## Desarrollo
El P1Y fue diseñado buscando la velocidad del Zero, el alcance del G4M, una capacidad de carga de 1 tonelada, y la habilidad de bombardeo así como de cargar torpedos, además de transportar a tres tripulantes. Como resultado, el diseño tenía un exceso de complejidad, que hacía difícil su construcción, además de un mantenimiento complicado. Añadido a esto, problemas con la motorización original, los Nakajima Homare, forzó a sustituirlos por motores Mitsubishi Kasei.
El primer vuelo se realizó en agosto de 1943  y logró alcanzar velocidades de hasta 300 millas por hora. Se manufacturaron 1.098 unidades las cuales actuaron principalmente como bombarderos y torpederos en China, Taiwán, Islas Marianas, Filipinas, Ryukyu, Shikoku y Kyushu. Algunas de las pocas unidades que sobrevivieron fueron adaptadas y utilizadas en ataques kamikaze en contra de la flota estadounidense durante la campaña de Okinawa.
Hacia finales de la guerra, este tipo de bombarderos fue utilizado para transportar a los Yokosuka MXY-7 denominado Ohka, otro tipo de arma suicida desarrollada por los japoneses las cuales los aliados llamaban despectivamente bomba baka. El 12 de abril de 1945, 3 ejemplares de este avión se acercaron a la estación número 14 que protegían a las fuerzas terrestres de Okinawa tras lanzar los tres Ohkas el primer ejemplar se estrelló en la parte central del USS Mannert L. Abele partiéndolo en dos, se hundió en 3 minutos, el barco no pudo defenderse porque 5 minutos antes había sido alcanzado por un kamikaze. El segundo ejemplar se estrelló en la proa del USS Stanly (DD-478), el Ohka se estrelló a 1,5 metros de la línea de flotación, traspasó en barco sin explotar haciendo un enorme agujero en la proa en la parte de estribor, el tercer ejemplar se acercó rápido al barco; pero el piloto tal vez herido o muerto soltó los controles y el Ohka pasó por encima del barco dando vueltas y cayó al agua, donde explotó.

## Operadores
Japón
- Servicio Aéreo de la Armada Imperial Japonesa[4][5][6][7]
  - 302nd Kokutai:[nota 1]
  - 521st Kokutai
  - 522nd Kokutai
  - 523rd Kokutai
  - 524th Kokutai
  - 701st Kokutai
  - 706th Kokutai
  - 752nd Kokutai
  - 761st Kokutai
  - 762nd Kokutai
  - 763rd Kokutai
  - 765th Kokutai
  - 1001st Kokutai
  - 1081st Kokutai
  - Miyazaki Kokutai
  - Toyohashi Kokutai
  - Yokosuka Kokutai
  - Kogeki 262nd Hikotai
  - Kogeki 401st Hikotai
  - Kogeki 405th Hikotai
  - Kogeki 406th Hikotai
  - Kogeki 501st Hikotai
  - Kogeki 708th Hikotai

### Desarrollos relacionados
- Yokosuka Tenga

### Aeronaves similares
- Junkers Ju 88
- Petlyakov Pe-2
- Saab 18

### Listas relacionadas
- Anexo:Aviones de la Armada Imperial Japonesa